# Matilda Cugler-Poni
Matilda Cugler (c. 1851-1931) fue una poeta rumana.

## Biografía
Nació en Iași en 1851, 1852 o 1853. Hacia finales de la década de 1860 comenzó a publicar sus poemas con gran éxito en la publicación periódica Convorbiri literare. Escribió en distintos periódicos, pero hacia 1879 sólo había publicado en forma de libro una pequeña colección de poemas. Contrajo matrimonio primero con Vasile Burlâ y luego con Petru Poni, profesor de la Universidad de Iași. Falleció en su ciudad natal en 1931.